# Хитрий Панько
«Хитрий Панько» — оповідання Леся Мартовича.
6 жовтня 1900 р. у Львові відбулися великі збори (віче) селян Східної Галичини, в яких взяло участь близько 1000 чоловік. Газети писали тоді, що це був «парламент руських хлопів». Там був обраний Крайовий хлопський (селянський) виборчий комітет, до складу якого ввійшов і Л. Мартович. Цей виборчий комітет 20 жовтня звернувся із закликом до «хлопів і робітників руської землі» обрати таких депутатів (послів), які б «повалили» парламент, що спирався на привілеї, на панування одних класів над іншими, які б домоглися безпосередніх, загальних і рівних прав голосування.
Активна участь у виборах, виступи перед селянами, боротьба за обрання депутатами виразників народних інтересів дала Л. Мартовичу багатий матеріал для сатиричного викриття виборів, які завжди супроводжувалися підкупом виборців, насильством над їх волею, шахрайством. І письменник продовжив розробку теми, розпочату ще казкою «Іван Рило». У тому ж 1900 р. він пише оповідання «Хитрий Панько». Воно з'явилося в газеті «Громадський голос» на початку 1901 р. в № 4 (с. 26 — 31) і № 5 (с. 34 — 37), а в 1903 р. відкрило збірку «Хитрий Панько і інші оповідання».